# George Gordon (9e marquis de Huntly)
Pour les articles homonymes, voir George Gordon et Gordon.
George Gordon, 9e marquis de Huntly, (28 juin 1761 – 17 juin 1853), titré Lord Strathavon jusqu'en 1795, et connu comme comte de Aboyne de 1795 à 1836, est un pair écossais.

## Biographie
Il est le fils de Charles Gordon (4e comte d'Aboyne), et de Marguerite, fille de Alexander Stewart (6e comte de Galloway). Après être devenu comte d'Aboyne en 1794, après la mort de son père, il devient marquis de Huntly après la mort de son lointain cousin, George Gordon (5e duc de Gordon) en 1836.
Il est installé à Orton Hall, Peterborough, Cambridgeshire.
Il est un fervent joueur de cricket qui fait quatre apparitions dans la première classe entre 1785 à 1792 (il est titré Lord Strathavon sur les cartes de pointage). Il est membre du Club Blanc Conduit et l'un des premiers membres de Marylebone Cricket Club (MCC), mais il a été principalement associé à Surrey.
Le 4 avril 1791, il épouse Catherine Cope, la fille de Charles Cope (2e baronnet), et ils ont neuf enfants:
- Charles Gordon (10e marquis de Huntly) (1792-1863)
- Catherine Susan Gordon, Lady Chesham (1792-1866), épouse de Charles Cavendish (1er baron Chesham)
- George Gordon (1794-1862)
- Frederick Gordon-Hallyburton (1799-1878), amiral
- Henry Gordon (1802-1865)
- Cecil James Gordon (1806-1878)
- Lady Mary Gordon (d. 1825)
- Francis Arthur Gordon (1808-1857)[3]